# Dorothee Dickenberger
Dorothee Dickenberger (* 20. Januar 1946 als Dorothee Kamlott; † 3. März 2024) war eine deutsche Soziologin.

## Werdegang
Dickenberger studierte von 1966 bis 1971 in Hamburg, München und Mannheim Soziologie und schloss mit Diplom ab. 1978 wurde sie an der Fakultät für Sozialwissenschaften der Universität Mannheim mit einer Arbeit zur Theorie der psychologischen Reaktanz zum Dr. phil. promoviert. Von 1973 bis 2011 war sie wissenschaftliche Mitarbeiterin am Lehrstuhl für Sozialpsychologie der Universität Mannheim.
In ihren Forschungsprojekten befasste sie sich u. a. mit sozialem Einfluss, Informationsverarbeitungsprozessen in öffentlichen Umwelten, Wendeereignissen, Kontrollerwartungen und Handlungskompetenzen in der ehemaligen DDR, Determinanten von Studienerfolg und Maßnahmen zur Verbesserung der Studiensituation, und der Karrieremotivation von Frauen und Männern.
Neben ihrer wissenschaftlichen Arbeit war sie zwischen 1989 und 2007 in der Frauen- und Gleichstellungsarbeit an der Universität Mannheim tätig und zwischen 2004 und 2007 zudem Sprecherin der Landeskonferenz der Gleichstellungsbeauftragten an den wissenschaftlichen Hochschulen Baden-Württembergs. Von 2002 bis 2007 gehörte sie dem Beirat der Bundeskonferenz der Frauen- und Gleichstellungsbeauftragten an.
Auf ihre Arbeit geht die Wiederausschreibung des Margarete von Wrangell-Habilitationsprogramms und die Einführung des Schlieben-Lange-Programms für Wissenschaftlerinnen mit Kind zurück. Zudem setzte sie sich in besonderer Weise für die Institutionalisierung der Gender-Forschung in Baden-Württemberg und die Ermöglichung eines Teilzeitstudiums für Eltern in Bachelor- und Masterstudiengängen ein.
Sie war Beraterin des Fachbeirats Gender Mainstreaming des baden-württembergischen Sozialministeriums.

## Ehrungen
- 1999: Universitätsmedaille der Universität Mannheim
- 2011: Verdienstkreuz am Bande der Bundesrepublik Deutschland[3] „für ihre Verdienste um die Gleichstellung im Hochschulbereich“

## Veröffentlichungen
- D. Dickenberger: Ein neues Konzept der Wichtigkeit von Freiheit, Konsequenzen für die Theorie der psychologischen Reaktanz. Beltz, Weinheim/Basel 1979, ISBN 978-3-407-58040-5.
- D. Dickenberger, M. Ihle (Hrsg.): Marktpsychologie als Sozialwissenschaft. Verlag für Psychologie Hogrefe, Göttingen/Toronto/Zürich 1983, ISBN 978-3-8017-0188-8.
- D. Dickenberger: Politische Sozialisation. In: M. G. Schmidt (Hrsg.): Pipers Wörterbuch zur Politik. Band II: Westliche Industriegesellschaften. Piper, München 1983, S. 351–357.
- D. Dickenberger: Reaktanz. In: Hans-Werner Bierhoff, Dieter Frey (Hrsg.): Handbuch der Sozialpsychologie und Kommunikationspsychologie. Hogrefe, 2006, S. 96–102.
- D. Dickenberger, G. Gniech: Probleme der Motivations- und Emotionsforschung. In: M. Irle (Hrsg.): Handbuch der Psychologie. Band: Marktpsychologie. Hogrefe, Göttingen 1983, S. 472–532.
- D. Dickenberger, S. Rutz: Tokeneffekte bei Männern in Minderheitenpositionen. In: H. Reuter, M. Stadler (Hrsg.): Lebenswelt und Erleben. Beiträge zur Erfahrungspsychologie. Pabst Publishers, 2002.
- D. Stahlberg, D. Dickenberger, U. Szillis: Geschlechterdiskriminierung. In: A. Beelmann, K. J. Jonas (Hrsg.): Diskriminierung und Toleranz. Psychologische Grundlagen und Anwendungsperspektiven. Wiesbaden 2009.